# 南京曹雪芹紀念館

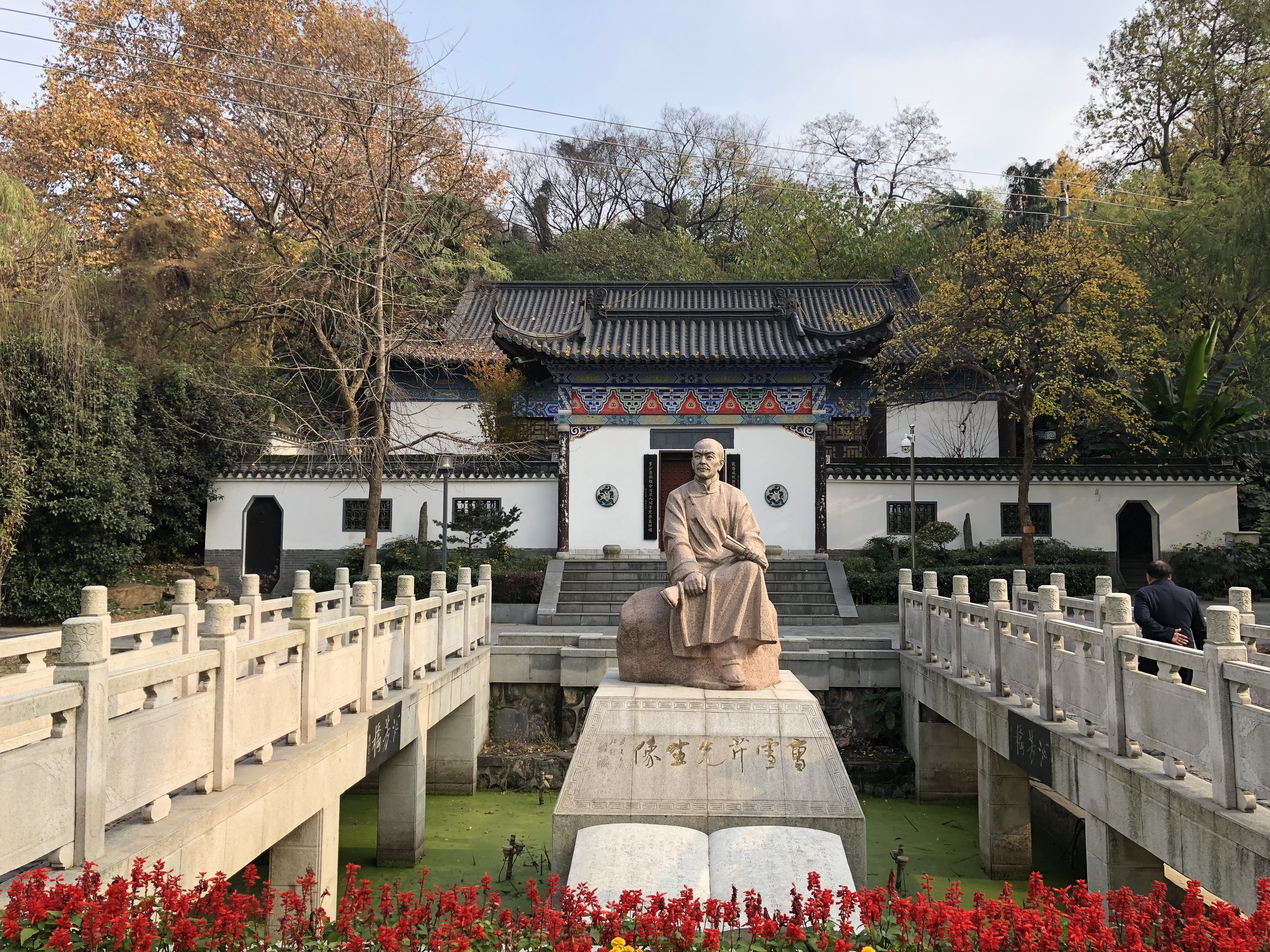
南京曹雪芹紀念短一景

南京曹雪芹紀念館是位於南京市鼓樓區的紀念館，紀念文学家曹雪芹，紀念館為復古風格建築，大厅正中是一座高两米多的曹雪芹塑像，馆内藏有各種版本的古本紅樓夢和江苏省国画院院长赵绪成等人创作的三套“金陵十二钗”画作。1985年11月在揚州舉辦的紅樓夢第三次年會上，紅樓夢學會名譽會長匡亞明和學者周汝昌等人呼籲在江寧織造府建立曹雪芹紀念館，後由於土地審批問題而改在曹宅別院烏龍潭公園內的隨園興建，於1997年9月正式開館。